# 元和郡县志
《元和郡縣圖志》，唐代地理著作，李吉甫撰，完成於元和八年（813年）。是中國現存最早、較完整的地理總志。

## 概述
《元和郡縣圖志》原本四十卷，目錄二卷，共四十二卷。內容以貞觀時期的十道（关内道、河南道、河东道、河北道、山南道、陇右道、淮南道、江南道、剑南道、岭南道）為綱，配以唐憲宗時的實際上存在的四十七個觀察使、節度使轄區（當時也同樣稱為"道"），每道繪有圖，記載各鎮之地理沿革、户口、山川、贡赋等，內容可上溯到三代或《禹贡》的记载。
李吉甫亦在書中於廣德二年、元和三年、元和七年、元和八年表達自己的意見。
南宋以后图已亡佚，亦略称为《元和郡县志》，文字也有残缺，第十九、二十、二十三、二十四、二十六、三十六诸卷已佚，第十八卷和第二十五卷缺一小部份。《四庫總目提要》說：“輿地圖經，隋唐誌所著錄者，率散佚無存；其傳於今者，惟此書為最古，其體例亦為最善，後來雖遞相損益，無能出其範圍。”

## 補注
清代严观著有《元和郡县补志》，缪荃荪有《元和郡县志缺卷逸文》。近代贺次君为其注解，是目前最佳的版本，中华书局收錄於《中國古代地理總志叢刊》。

## 目錄
- 一至四：關內道（京兆府・鳳翔節度使・涇原節度使・邠寧節度使・鄜坊觀察使・靈武節度使・夏綏節度使・振武節度使・豐州都防禦使）
- 五至十一：河南道（河南府・陝虢觀察使・汴宋節度使・鄭滑節度使・陳許節度使・徐泗節度使・蔡州節度使・淄青節度使）
- 十二至十五：河東道（河中節度使・河東節度使・澤潞節度使）
- 十六至十九：河北道（河陽三城懷州節度使・魏博節度使・恒冀節度使・易定節度使・滄景節度使）
- 二十至二十三：山南道（襄陽節度使・山南西道節度）
- 二十四：淮南道（淮南節度使，亡佚）
- 二十五至三十：江南道（浙西觀察使・浙東觀察使・鄂岳觀察使・江南西道觀察使・宣歙觀察使・湖南觀察使・福建觀察使・黔州觀察使）
- 三十一至三十三：劍南道（成都府・西川節度使・東川節度使）
- 三十四至三十八：嶺南道（嶺南節度使・桂管經略使・邕管經略使・安南都護府）
- 三十九至四十：隴右道